# Francesco Callari
Francesco Càllari (Palermo, 6 giugno 1910 – 1996) è stato un saggista, critico teatrale e critico cinematografico italiano.

## Biografia
Siciliano di nascita, iniziò l'attività di critico teatrale su Scenario e Il dramma e cinematografico su Cine-Magazzino (con lo pseudonimo Francàl), Il Tevere e soprattutto Film. Nel 1946 fece parte della commissione di giornalisti, sostitutiva della giuria, facente parte della Manifestazione Internazionale d'Arte Cinematografica di Venezia, e collaborò con altre riviste quali Cinema e Bianco e Nero.
Come saggista è noto per i suoi studi approfonditi su Luigi Pirandello, che culminarono nella pubblicazione di un ponderoso saggio, Pirandello e il cinema, pubblicato nel 1991 da Marsilio e che vinse il Premio Pirandello come miglior saggio. Nel 1992 il suo fondo archivistico teatrale e cinematografico venne donato alla Biblioteca Teatrale della SIAE .
Come attore ebbe due ruoli importanti in due film diretti da Francesco Rosi tra il 1976 e il 1979; il giudice Sanza in Cadaveri eccellenti e il dottor Gibilisco in Cristo si è fermato a Eboli. È deceduto all'età di 86 anni.